# Kémobé Djirmassal
Kémobé Djirmassal, född 26 februari 1954, är en friidrottare från Tchad. Han deltog vid olympiska sommarspelen 1984.